# Anthony Boyle
Anthony Boyle (Belfast, 8 de junio de 1994) es un actor británico conocido por su papel de Scorpius Malfoy en la obra de teatro Harry Potter y el legado maldito (2016), por el que ganó el Premio Laurence Olivier al mejor actor secundario en 2017. En la primavera de 2018, Boyle debutó en Broadway con la representación de  Harry Potter y el legado maldito en el Lyric Theatre de Nueva York.

## Primeros años
Boyle nació en Belfast, y estudió en el colegio católico De La Salle College y en el también católico St Louise's Comprehensive College. En 2013 comenzó su formación en la Real Escuela Galesa de Música y Teatro de Cardiff graduándose con honores en interpretación en 2016.

## Filmografía

### Cine
| Año  | Título                 | Rol                  | Notas |
| ---- | ---------------------- | -------------------- | --- |
| 2013 | Onus                   | Keiran Flynn         | |
| 2016 | The Party              | Mickey Magee         | http://www.thisisirishfilm.ie/shorts/the-party-clip Archivado el 7 de septiembre de 2017 en Wayback Machine. |
| 2016 | La ciudad perdida de Z | Trench Runner        | |
| 2016 | The Journey            | Young Ian Paisley    | |
| 2018 | Bad Drawings           | Scott                | |
| 2019 | Tolkien                | Geoffrey Bache Smith | |
| 2023 | Tetris                 | Kevin Maxwell        | |

### Televisión
| Año  | Título                                  | Rol                        | Notas                                        |
| ---- | --------------------------------------- | -------------------------- | -------------------------------------------- |
| 2014 | Juego de tronos                         | Guardia de Bolton          | Episodio 6º de la 4ª temporada               |
| 2017 | Philip K. Dick's Electric Dreams        | Sam                        | Episodio 3º de la 1ª temporada: The Commuter |
| 2018 | Ordeal By Innocence                     | Jack Argyll                | Miniserie, 3 episodios                       |
| 2018 | Derry Girls                             | David Donnelly             | 2 episodios                                  |
| 2018 | Patrick Melrose                         | Barry                      | Miniserie, 1 episodio                        |
| 2018 | Come Home                               | Liam                       | Miniserie, 3 episodios                       |
| 2020 | The Plot Against America                | Alvin Levin                |                                              |
| 2021 | Danny Boy                               | Brian Wood                 | Telefilm                                     |
| 2024 | Los amos del aire (miniserie)           | Major Harry Herbert Crosby | Miniserie, 9 episodios                       |
| 2024 | Manhunt:la caza del asesino (miniserie) | John Wilkes Booth          | Miniserie, 7 episodios                       |
| 2024 | No digas nada (miniserie)               | Brendan Hughes             | Miniserie, 9 episodioss                      |

### Teatro
| Año           | Título                           | Rol                                | Notas                             |
| ------------- | -------------------------------- | ---------------------------------- | --------------------------------- |
| 2013          | Herons                           | Aaron                              | Pintsized Productions             |
| 2014          | Othello                          | Iago                               | RWCMD                             |
| 2015          | East Belfast Boy                 | Davey                              | Partisan Productions              |
| 2015          | In Arabia We'd All Be Kings      | Skank                              | Richard Burton Theatre Company    |
| 2015          | La fierecilla domada             | Biondello, Curtis, Merchant, Widow | Richard Burton Theatre Company    |
| 2015          | Mojo                             | Baby                               |                                   |
| 2016–2017     | Harry Potter y el legado maldito | Scorpius Malfoy                    | En el Palace Theatre del West End |
| 2018–presente | Harry Potter y el legado maldito | Scorpius Malfoy                    | En el Lyric Theatre de Broadway   |

### Radio
| Año  | Título        | Rol          | Notas                               |
| ---- | ------------- | ------------ | ----------------------------------- |
| 2015 | Frankenstein  | The Creature | RWCMD (with Big Finish Productions) |
| 2016 | The Tidebreak | Alfred Meyer | BBC Radio 3                         |
| 2017 | Mayday        | Paul         | BBC Radio 4                         |

## Premios y nominaciones
| Año  | Trabajo                          | Premio                          | Categoría                                     | Resultado |
| ---- | -------------------------------- | ------------------------------- | --------------------------------------------- | --------- |
| 2016 | Harry Potter y el legado maldito | West End Frame Awards           | Best West End Debut                           | Ganador   |
| 2016 | Harry Potter y el legado maldito | Critics' Circle Theatre Awards  | Jack Tinker Award for Most Promising Newcomer | Ganador   |
| 2016 | Harry Potter y el legado maldito | Whatsonstage Awards             | Best Supporting Actor                         | Ganador   |
| 2016 | Harry Potter y el legado maldito | Evening Standard Theatre Awards | Emerging Talent Award                         | Nominado  |
| 2017 | Harry Potter y el legado maldito | Premio Laurence Olivier         | Best Actor in a Supporting Role               | Ganador   |